# Notamacropus dorsalis
Notamacropus dorsalis (кенгуру чорносмугий) — вид сумчастих тварин з родини Кенгурових.

## Середовище проживання
Ендемік Австралії, де мешкає від північного сходу штату Квінсленд до північного сходу штату Новий Південний Уельс. Звичайно зустрічається на вкритих лісом територіях з щільним підліском чагарнику.

## Морфологія
Морфометрія. Голова і тіло довжиною 680–820 (760) мм (самці), 530–615 (590) мм (самиці), хвіст довжиною 740–830 (765) мм (самці), 540–615 (595) мм (самиці), вага 18-20 (16) кг (самці), 6-7,5 (6,5) кг (самиці).
Macropus dorsalis має сіре і коричневе хутро на верхніх частинах тіла, боки світліші й поступово забарвлення стає майже білим знизу. Має темно-коричневу спинну смугу від шиї до крижів, білі плями на щоках і різкі горизонтальні білі смуги на стегнах.

## Стиль життя
Рухаються короткими стрибками з низькою поставою голови, сильно вигнутим тілом і руками спрямованими вперед і в сторони від тіла. Пасеться на травах і осоці вдень у захищених від сонця місцях проживання і вночі у штучно очищених місцях проживання. Cyperaceae, Juncaceae і Lomandra становлять 80 % їхнього раціону. Ця соціальна тварина утворює групи близько 20 тварин. Період вагітності становить від 33 до 36 днів, життя у сумці триває від 192 до 225 днів. Статева зрілість настає у віці приблизно 14 місяців в самиць і 20 місяців у самців. Можуть жити 10-20 років.